# 贝桑松犹太会堂

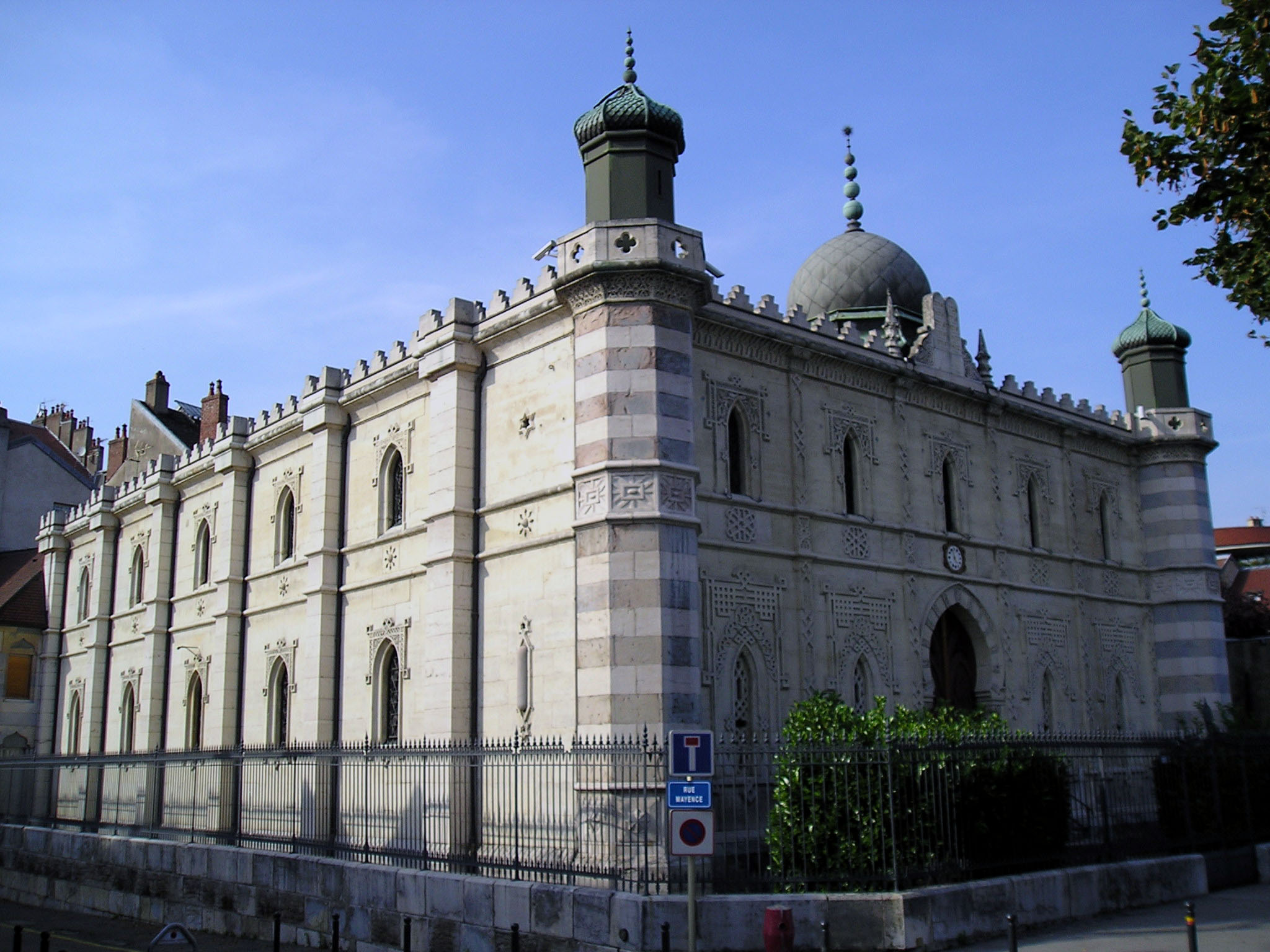
贝桑松犹太会堂

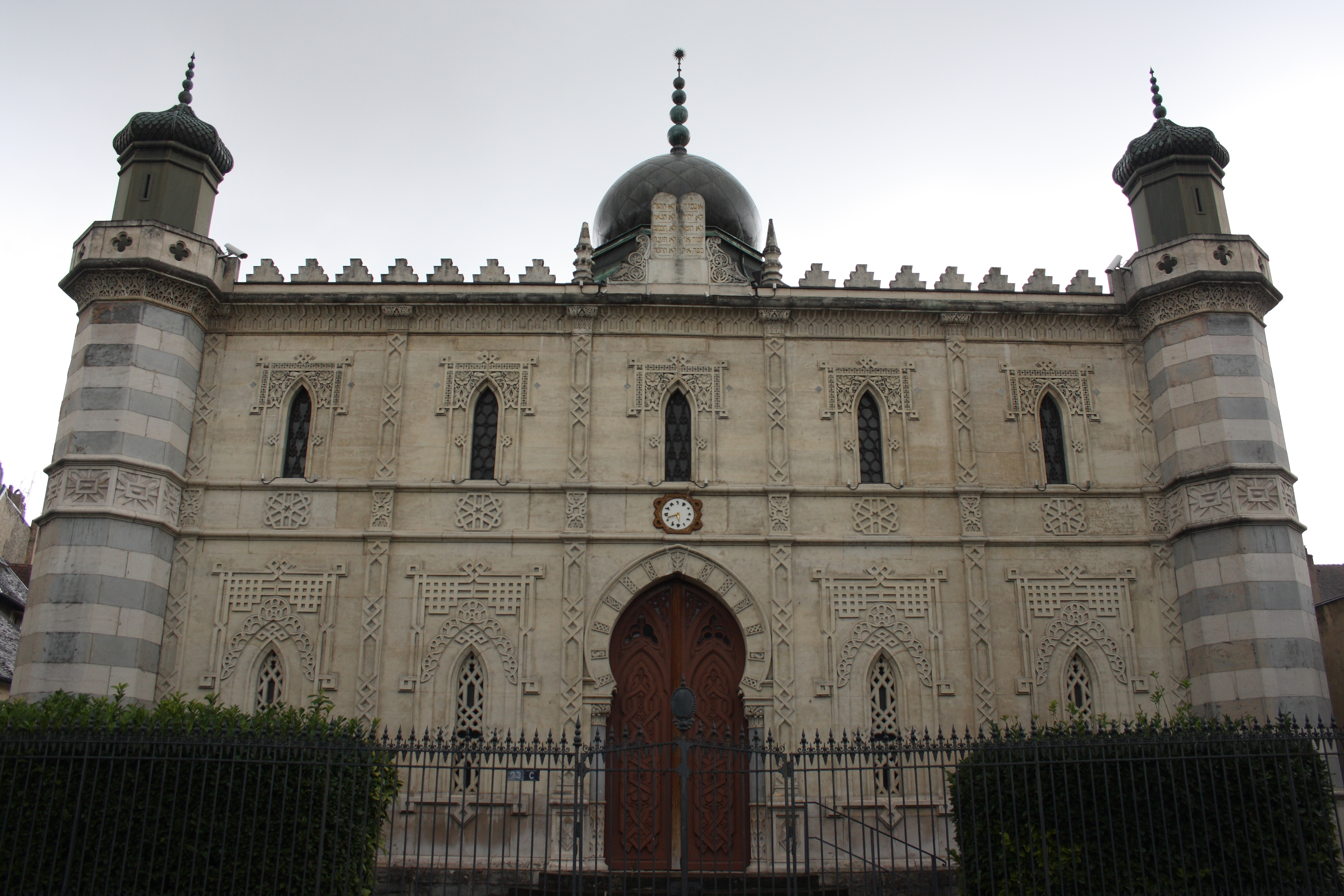
贝桑松犹太会堂正门

贝桑松犹太会堂（Synagogue de Besançon）是一座犹太会堂，位于法国贝桑松 ，自1984年以來被列为法国历史古迹。建於1869年，於同年11月18日開幕。